# Linaria saxatilis
La linaria amarilla (Linaria saxatilis) es una planta herbácea de la familia de las escrofulariáceas.

## Descripción
De tallos más o menos erectos, verde ceniciento, generalmente pelosos y algo pegajosa, de hasta 25 cm, con hojas inferiores surgiendo de un mismo punto y las superiores alternas y alargadas. Florece en primavera y verano, formando grupos de flores en el extremo de los tallos. Las flores son bi-labiadas, amarillas y con un espolón corto, muy levemente curvado.

## Distribución y hábitat
En la península ibérica. Crece poco abundante en cunetas, entre los piornos y en los claros de los encinares. En las montañas puede alcanzar los 2000 m s. n. m.